# (78613) 2002 SB58
2002 أس بي 58 (ويعرف أيضًا باسم (78613) 2002 أس بي 58 وفق تسمية الكوكب الصغير) (بالإنجليزية: 2002 SB58)‏ هو كويكب ضمن حزام الكويكبات؛ وترتيبه 78613 من حيث الاكتشاف.
اكتُشف هذا الجُرم الفلكي بواسطة تعقب الأجرام القريبة من الأرض في 30 سبتمبر 2002.

## وصلات خارجية
- (78613) 2002 SB58 في قاعدة بيانات مختبر الدفع النفاث لأجرام النظام الشمسي الصغيرة

- الاكتشاف · مخطط المدار ·  العناصر المدارية · المعلمات المادية

- (78613) 2002 SB58 على موقع ويكي سكاي: DSS2, SDSS, GALEX, IRAS, Hydrogen α, X-Ray, Astrophoto, Sky Map, Articles and images